# 丸広百貨店南浦和店

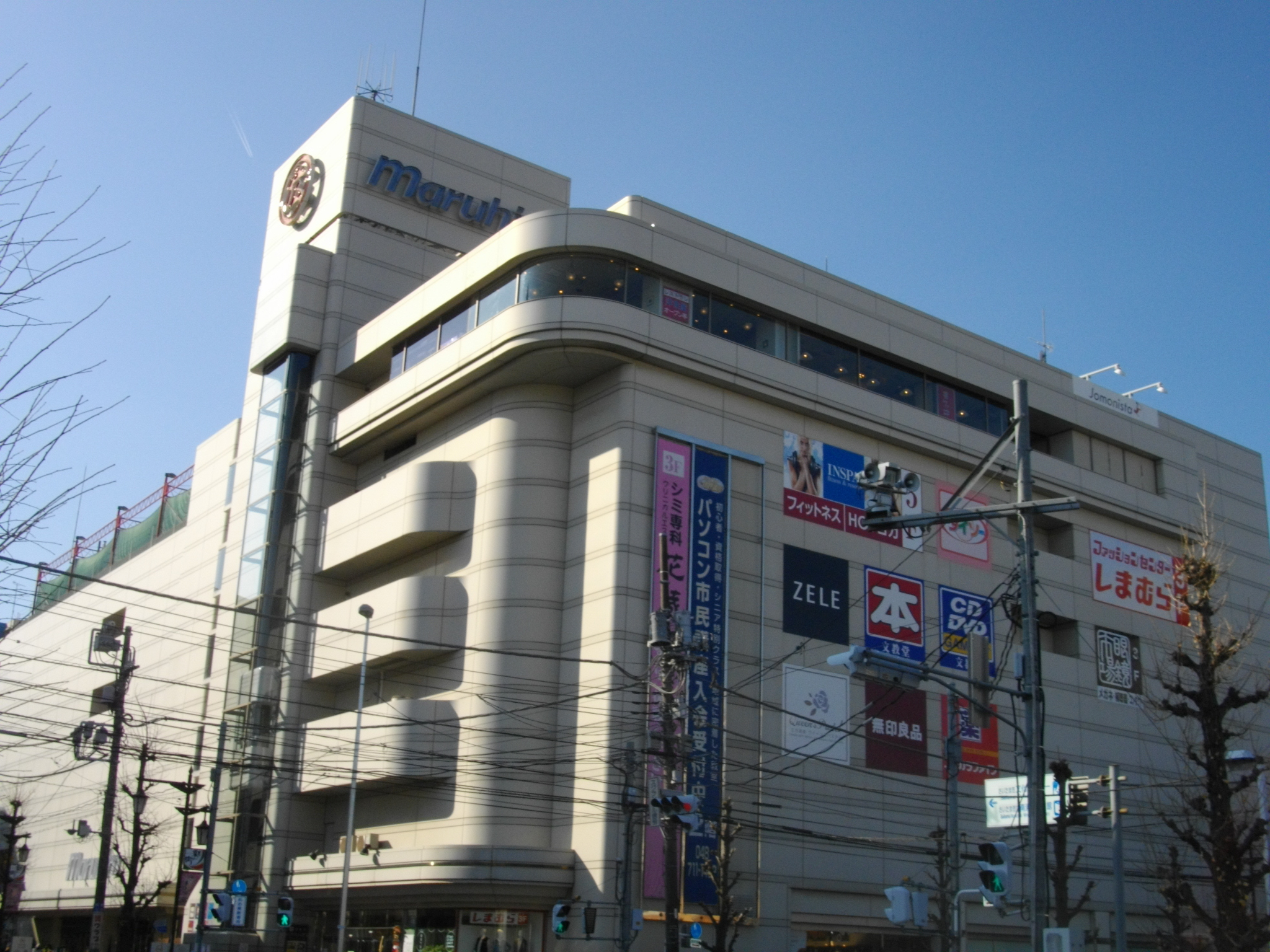

丸広百貨店南浦和店（まるひろひゃっかてん みなみうらわてん）は、埼玉県さいたま市南区にある丸広百貨店（本店:川越市）の店舗の一つ。

## 概要
丸広百貨店において唯一、県央地区に存在する店舗であり、開店以来百貨店として営業をしてきたが品揃え面は川越本店とは異なり、生活密着型で良質でありながら百貨店としては比較的手頃な価格帯の商品展開を行ってきた。近年周辺地区に大型商業施設（浦和パルコやイオンレイクタウン）の開業が相次ぐなど環境が大きく変わり家庭用品や衣料の苦戦が目立つようになったため、2006年（平成18年）には1階食品フロア以外のほぼ全てが外部テナントの導入による専門店となった。2020年には1階食品フロアも直営展開を終了しヤオコーが出店、現在は事実上百貨店ではなく専門店ビルとなっており、日本百貨店協会の店舗一覧にも掲載されていない。

## 沿革
- 1978年（昭和53年）12月 - 開店。
- 1989年（平成元年）4月 - 増築オープン
- 2006年（平成18年） - 1階食品館と2Fの一部と6Fを除きテナントフロアに転換
- 2020年（令和2年）7月28日 - 1階食品館をヤオコーに転換[2]

### フロア
- 屋上：フットサルガーデン
- 6階：パスタ&ピッツァパステルイタリアーナ
- 5階：フィットネス
- 4階：専門店街（書房すみよし、ダイソー）
- 3階：専門店街（家具、ファッション、デンタルクリニック）、まるひろ(学生服)
- 2階：専門店街（ファッション、ドラッグストア）
- 1階：食料品（ヤオコー）

## 南浦和店の独自ロゴ
アトレマルヒロを除く丸広百貨店のロゴは小文字でmaruhiroとなっているが南浦和店だけはmaruhiroが通常ロゴより縦に長く、またmの字が他のaruhiroよりも大きく一目で通常ロゴとの違いが認識できる。このロゴは折り込みチラシ、店内掲示物、屋上看板等に使われているがお買い物袋や包装紙は他店と同じものを利用しているため、通常ロゴとなっている。川越本店に隣接地にある丸広本社ビルにも南浦和店と同じmが大きなロゴが使用されているが店舗では南浦和店だけである。

## 周辺施設
- 南浦和駅
- さいたま市立岸中学校
- さいたま市文化センター
- 浦和実業学園中学校・高等学校